# فريدريك هولزابفل
فريدريك هولزابفل هو سياسي ألماني، ولد في 20 يوليو 1900 في بيلفلد في ألمانيا، وتوفي في 15 نوفمبر 1969. نشط حزبياً في الاتحاد الديمقراطي المسيحي وحزب الشعب الوطني الألماني.

## مناصب
- انتخب رئيس كتلة CDU/CSU في البوندستاغ ‏ (21 سبتمبر 1949 – 30 سبتمبر 1949).
- انتخب سفير ألمانيا لدى سويسرا ‏ (1951 – 1958).
- انتخب عمدة.
- انتخب عضو مجلس الشورى الموحد شمال الراين وستفاليا  [لغات أخرى]‏.
- انتخب عضو في البوندستاغ الألماني خلال فترته النيابية [الإنجليزية]‏ (7 سبتمبر 1949 – 20 يناير 1953).

## وصلات خارجية
- فريدريك هولزابفل على موقع مونزينجر (الألمانية)